# Кейт і Лео
«Кейт і Лео» (англ. Kate & Leopold) — романтична комедія-фентезі 2001 року, що оповідає історію герцога XIX ст., який подорожує в часі і закохується у кар'єристку з сучасного Нью-Йорка. У головних ролях: Меґ Раян, Г'ю Джекмен та Лев Шрайбер.

## У ролях
- Мег Раян — Кейт Маккей
- Г'ю Джекман — Леопольд Алексіс Елайджа Уокер Томас Гарет Маунтбеттен
- Лієв Шрайбер — Стюарт Бессер
- Брекін Меєр — Чарлі Маккей
- Наташа Лайонн — Дарсі
- Бредлі Вітфорд — Дж. Дж. Кемден
- Філіп Боско — Отіс
- Доменік Ломбардоцці — касир
- Крістен Шаал — міс Трі

## Сюжет
Кейт — сучасна успішна жінка. Її колишній коханий, Стюарт, живе у квартирі поверхом вище. Одного разу, почувши дивні звуки, що лунали з квартири Стюарта, Кейт пожежною драбиною піднімається до нього, щоб довідатися в чому справа. У квартирі вона натрапляє на Леопольда — герцога Олбані з XIX століття. Виявляється, що Стюарт знайшов шлях, яким можна подорожувати в часі, внаслідок чого у сучасному Нью-Йорку випадково опинився Леопольд. Попри те, що Кейт і Леопольд люди різних сторіч, вони закохуються один в одного. Та, рано чи пізно, закохані повинні зіткнутися з неминучістю того, що їх розділяє понад 100 років.

## Цікаві факти
Це був перший фільм, де Г'ю Джекмен та Лев Шрайбер зіграли разом. Пізніше Г'ю Джекмен та Лев Шрайбер також грали разом у фільмі Люди-Х: Росомаха.